# 宋劭文

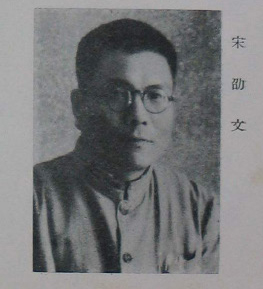

宋劭文（1910年—1994年8月14日），山西太原人。中国共产党及中华人民共和国官员。

## 生平
宋劭文生于山西太原。在北京大学历史系读书期间，他于1933年4月加入中国共产党，并任北平社會科學家聯盟（简称“社联”）党团书记。1934年5月他被捕入狱，出狱后于1935年7月在太原重新加入中国共产党。1936年7月，他参加组织山西牺牲救国同盟会，并负责宣传工作。
抗日战争爆发后，经中国共产党党组织批准，1937年9月他任阎锡山的山西省五台县县长，此后又任山西第一区行政主任公署政治主任。1938年1月晋察冀边区政府成立，宋劭文当选晋察冀边区行政委员会主任。1948年，晋冀鲁豫边区政府、晋察冀边区行政委员会合署办公期间，任华北联合行政委员会秘书长。8月，宋劭文任华北人民政府农业部部长、华北财政经济工作委员会秘书长。
中华人民共和国成立后，宋劭文历任中央人民政府政务院财政经济委员会财经计划局局长、中央人民政府政务院财政经济委员会秘书长、中央人民政府轻工业部副部长、国务院第四办公室副主任、国家经委副主任、中央财经领导小组秘书长、中华人民共和国国家基本建设委员会副主任兼党组副书记、国家计划委员会副主任、国家机械工业委员会副主任、国家计划委员会顾问兼国务院物价小组副组长、国务院经济技术社会发展研究中心总干事等职。 他是第四届全国政协委员，第五届全国政协常委，第六届全国人大常委。
1994年8月14日，他在北京病逝，享年84岁。